# Sam Rosenthal
Sam Rosenthal, (anche noto con gli alias As Lonely As Dave Bowman e Projekt Electronic Amerika) (...), è un musicista statunitense.
Viene ricordato per essere stato leader del gruppo darkwave Black Tape for a Blue Girl nonché fondatore dell'etichetta discografica Projekt, dedita alla pubblicazione di musica ambient e gotica.

## Discografia parziale

### Black Tape for a Blue Girl
- 1986 - The Rope
- 1987 - Mesmerized by the Sirens
- 1989 - Ashes in the Brittle Air
- 1991 - A Chaos of Desire
- 1993 - This Lush Garden Within
- 1996 - Remnants of a Deeper Purity
- 1999 - As One Aflame Laid Bare by Desire
- 2002 - The Scavenger Bride
- 2004 - Halo Star
- 2009 - 10 Neurotics

### Sam Rosenthal
- 1985 - An Hour Of Ambience
- 1986 - Before The Buildings Fell
- 2011 - The Passage
- 2012 - Tanzmusik

### As Lonely As Dave Bowman
- 2007 - Pod
- 2015 - Monolith

### Thanatos
- 1993 - This Endless Night Inside
- 1997 - Blisters
- 1997 - An Embassy To Gaius

### Projekt Electronic Amerika
- 1984 - The Old Lake
- 1984 - Diving Into Cool Waters
- 1985 - Tanzmusik
- 1985 - Islands
- 1985 - The April Rain
- 1985 - Secret Flight
- 1985 - Before The Buildings Fell

### Terrace of Memories
- 1992 - Terrace Of Memories